# Jacob B. Jackson
Jacob Beeson Jackson, född 6 april 1829 i Parkersburg i Virginia (nuvarande West Virginia), död 11 december 1893 i Parkersburg i West Virginia, var en amerikansk politiker (demokrat). Han var West Virginias guvernör 1881–1885.
Jackson efterträdde 1881 Henry M. Mathews som guvernör och efterträddes 1885 av Emanuel Willis Wilson.